# Dystrykt Kirenia
Dystrykt Kirenia (gr. Επαρχία Κερύνειας, tur. Girne Bölgesi) – jeden z 6 dystryktów Republiki Cypryjskiej, znajdujący się w północnej części kraju. Nominalną stolicą dystryktu jest Kirenia, leżąca poza obszarem kontroli państwa. Faktyczną siedzibą władz jest Nikozja. 
Od 1974 roku obszar obejmujący dystrykt jest pod kontrolą państwa nieuznawanego - Tureckiej Republiki Cypru Północnego, która na tym terenie utworzyła własną jednostkę administracyjną - dystrykt Kirenia.

Obszar dystryktu Kirenia jest de facto całkowicie poza kontrolą Republiki Cypryjskiej